# Лоуренс Клейн
Лоуренс Роберт Клейн (англ. Lawrence Robert Klein; 14 вересня 1920 — 20 жовтня 2013) — американський економіст, лауреат Нобелівської премії.

## Короткий хронопис
Народився 14 вересня 1920 року в Омасі (штат Небраска).
Навчався в Каліфорнійському університеті та Массачусетському технологічному інституті.
З 1958 року працював в Університеті штату Пенсильванія. Тематика досліджень — статистичні моделі для аналізу глобальних економічних тенденцій.
У 1960-ті роки розробляв економічні моделі для декількох країн світу, зокрема, для Японії та Ізраїлю.
У 1976 році в період передвиборної президентської кампанії — радник Джиммі Картера.
1980 рік — удостоєний Нобелівської премії з економіки за «створення економетричних моделей та їх застосування для аналізу економічних коливань і економічної політики».
За життя обраний іноземним членом Секції економіки Відділення суспільних наук РАН.
20.10.2013 — помер у себе вдома, в місті Гледвін (штат Пенсильванія). Причина смерті не називається.

## Праці
Автор багатьох наукових робіт. Найзначущі і найвідоміші:
- «Кейнсіанська революція» (1947)
- «Економічна теорія і економетрика» (1985)

## Відзнаки і нагороди
- 1959 — Медаль Джона Бейтса Кларка
- 1980 — Нобелівська премія
- 2006 — медаль Василя Леонтьєва «За досягнення в економіці».[14]